# Gamma-eloszlás
Az X valószínűségi változó p-edrendű λ paraméterű gamma-eloszlást követ – vagy rövidebben gamma-eloszlású – pontosan, ha sűrűségfüggvénye
ahol Γ(p) a gamma-függvény, λ és p pedig pozitív.
Speciálisan, ha p = n/2 és λ = 1/2, akkor X-et n szabadsági fokú χ²-eloszlásúnak nevezzük, valamint az elsőrendű (p = 1) λ paraméterű gamma-eloszlás azonos a λ paraméterű exponenciális eloszlással.

## A gamma-eloszlást jellemző függvények
Eloszlásfüggvénye
Karakterisztikus függvénye
{\displaystyle \varphi (t)=\left(1-{\frac {it}{\lambda }}\right)^{-p}}

## A gamma-eloszlást jellemző számok
Várható értéke
{\displaystyle \mathbf {E} (X)={\frac {p}{\lambda }}}
Szórása
{\displaystyle \mathbf {D} (X)={\frac {\sqrt {p}}{\lambda }}}
Momentumai
{\displaystyle \mathbf {E} (X^{k})={\frac {\Gamma (p+k)}{\Gamma (p)\lambda ^{k}}}}
Ferdesége
{\displaystyle \beta _{1}(X)={\frac {2}{\sqrt {p}}}\,}
Lapultsága
{\displaystyle \beta _{2}(X)={\frac {6}{p}}\,}

## Gamma-eloszlású valószínűségi változók néhány fontosabb tulajdonsága
- Gamma-eloszlású független valószínűségi változók összege is gamma-eloszlású. Pontosabban ha X1 p1-edrendű és X2 p2-edrendű gamma-eloszlású független valószínűségi változók λ paraméterrel, akkor X1 + X2 p1 + p2-edrendű gamma-eloszlású valószínűségi változó λ paraméterrel.
- Exponenciális eloszlású független valószínűségi változók összege gamma-eloszlású. Pontosabban ha X1, X2, … Xn független, λ paraméterű exponenciális eloszlású valószínűségi változók, akkor X1 + X2 + … + Xn n rendű, λ paraméterű Γ-eloszlású valószínűségi változó.

## Megjegyzés
Szokták a gamma-eloszlást Γ-eloszlásnak is írni.